# Francis Onyiso
Francis Onyiso Okoth (16 novembre 1972) è un ex calciatore keniota, di ruolo portiere.

## Carriera

### Club
Ha trascorso l'intera carriera in Kenya.

### Nazionale
Con la nazionale keniota ha partecipato alla Coppa d'Africa 2004.